# وونسونغ ملك شلا
وونسونغ ملك شلا (خكم من 785 وحتى وفاته في سنة 798) هو الملك الثامن والثلاثين لسلالة شلا في كوريا. هو سليل الملك نايمل من الجيل الثاني عشر. والده هو كم هيو يانغ ووالدته هي السيدة غيو ابنة باك تشانغ دو. زوجة الملك هي السيدة يونهوا ابنة كم شن سل.

## حياته
في سنة 780 تحارب وونسونغ بدعم مع قريبه كم يانغ سانغ لهزيمة تمرد كم جي جونغ. انتهى التمرد بموت الملك هيغونغ وصعد كم يانغ سانغ وأصبح يسمى الملك سوندوك. بعد موت سوندوك بدون وريث اختار النبلاء قريبه وونسونغ ليصبح ملكاً.
في سنة 787 أرسل وونسونغ الجزية إلى سلالة تانغ الصين وطلب إعطاءه لقباً. في سنة 788 أنشأ اختبار الخدمة المدنية الوطنية للمرة الأولى بناء على نموذج من تانغ.
بعد وفاته في سنة 798 دُفن الملك في بونغدوكسا.